# Коварт, Джек
Джек Коварт (англ. Jack Cowart, 1945) — исполнительный директор Фонда Роя Лихтенштейна, также занимавший руководящие должности в многочисленных американских художественных музеях, включая Галерею искусства Коркоран и Национальную галерею искусства (Вашингтон). Кроме того, он известен как специалист по творчеству Анри Матисса и Роя Лихтенштейна.

## Биография
Джек Коварт заинтересовался историей искусства в период своей учёбы в Вирджинском военном институте, где он рассматривал свою возможность в будущем стать мастером по витражам. В 1972 году Коварт получил степень доктора философии по истории искусства в Университете Джонса Хопкинса.
После окончания университета он начал работать в музее Уодсворт Атенеум в Хартфорде (штат Коннектикут). Там Коварт был куратором серии небольших выставок, которые были ориентированы на новое искусство и новые идеи. Позднее он получил работу в Художественном музее Сент-Луиса, где он отвечал за выставку вырезов Анри Матисса и выставку «Выражения: новое искусство из Германии» (англ. Expressions: New Art From Germany), представлявшую собой обзор немецкой неоэкспрессионистской живописи.
Затем Джек Коварт занял должность заведующего отделом искусства XX века в Национальной галерее искусства в Вашингтоне с 1983 по 1992 год, где он помог коллекционерам Герберту и Дороти Фогелям найти места хранения для их коллекции, что было с юмором отображено в документальном фильме 2008 года «Герб и Дороти», который в свою очередь запустил программу по пожертвованию по 50 работ из коллекции супругов Фогель в каждый из 50 штатов США.
Основными выставками, организованными Ковартом для Национальной галереи искусства, были «Анри Матисс: первые годы в Ницце, 1916—1930» (англ. Henri Matisse: The Early Years in Nice, 1916—1930), посвящённые творчеству Джорджии О’Кифф, Роберта Раушенберга, а также выставка «Эльсуорт Келли: годы во Франции» (англ. Ellsworth Kelly: The Years in France).
Позднее Джек Коварт занимал должность заместителя директора-главного куратора и исполнительного директора Галереи искусства Коркорана в Вашингтоне. После семи лет работы там он возглавил Фонд Роя Лихтенштейна.
Кроме того, Джек Коварт организовал такие выставки как «Вырезки из бумаги Анри Матисса» (англ. Henri Matisse Paper Cut-Outs) в 1977 году и «Рой Лихтенштейн 1979—1980» (англ. Roy Lichtenstein 1979—1980), которая открылась в Сент-Луисе в 1981 году, а затем отправилась в Музей Уитни в Нью-Йорке под названием «Lichtenstein Insights/Oversight.». Коварт издал целый ряд книг, посвящённых творчеству Анри Матисса, Роя Лихтенштейна и других американских и европейских современных художников XX века.
В 2001 году Министерство культуры и коммуникаций Франции сделало его кавалером Ордена искусств и литературы.

## Книги
- Matisse in Morocco: The Paintings and Drawings, 1912—1913
- Henri Matisse: the Early Years in Nice, 1916—1930
- Georgia O’Keeffe: Art and Letters
- Roy Lichtenstein, 1970—1980
- Roy Lichtenstein (German edition)
- Lichtenstein in Process
- Expressions: A New Art from Germany: Georg Baselitz, Jörg Immendorfl, Ardem Kiegler, Markius Liperlz, A.R. Peneck
- Thomas Rozkovski: Twenty-Four Paintings
- Address, Battle of Monmuth
- Henley Southeastern Spectrum: Seventh Annual Jurored Exhibitions
- ROCI: Rauschenberg Overseas Culture Interchange
- Proof Positive: Forty Years of Contemporary American Printmaking